# Jagdgeschwader 54

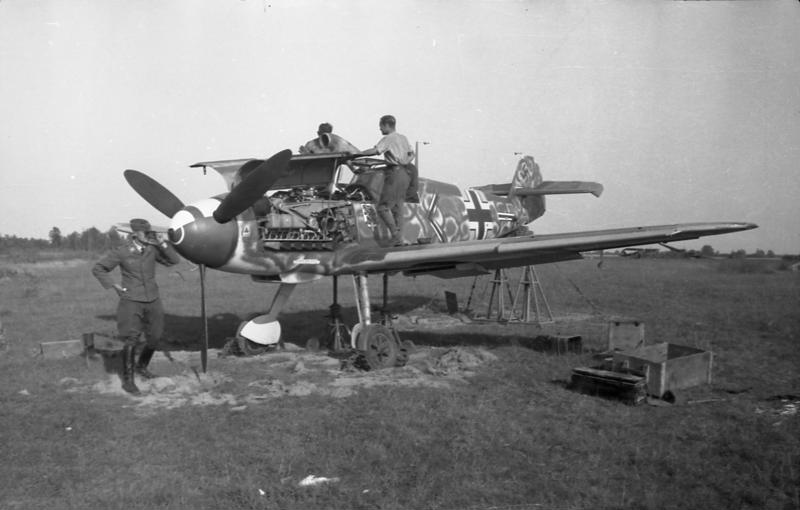
Самолёт Ме-109, 54-я истребительная эскадра, Россия, август 1941 года.

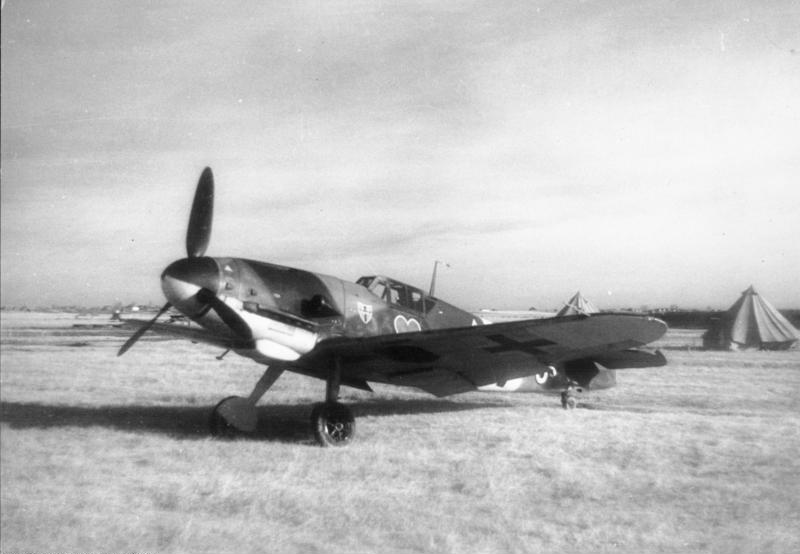
Самолёт Ме-109, 54-я истребительная эскадра, Россия, август 1942 года.

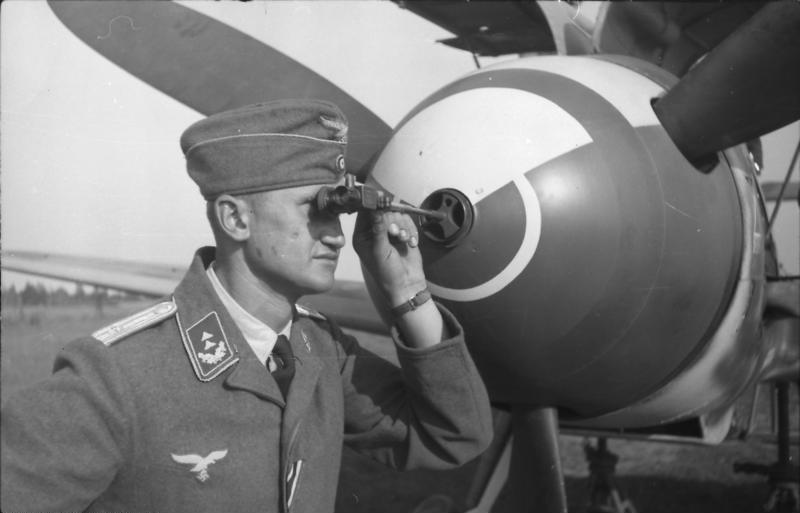
Пилот, проверяющий мотор-пушку

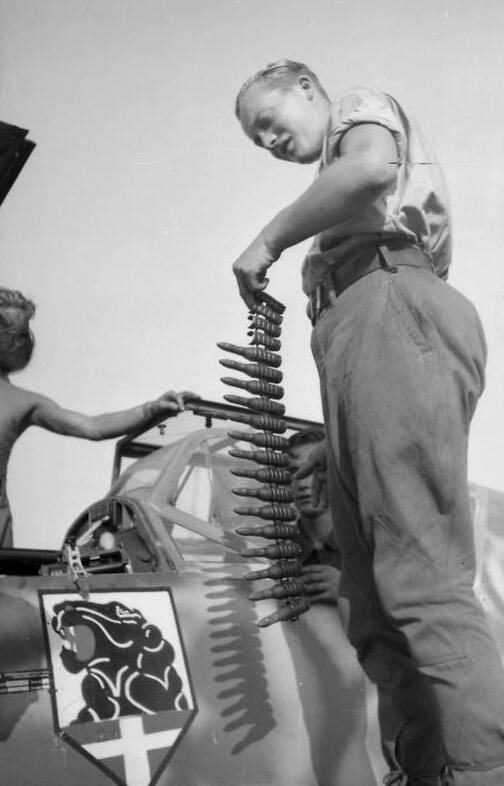
Подготовка самолёта к вылету.

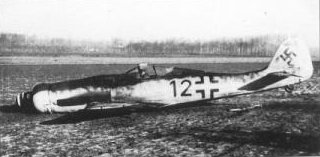
Самолёт ФВ-190Д-9A, 1 января 1945 года.

Jagdgeschwader 54 «Grünherz» (JG 54) (54-я истребительная эскадра «Грюнхерц» — «Зелёное сердце») — эскадра истребителей люфтваффе. 
В начальный период действовала на Западноевропейском театре Второй мировой войны, участвовала во Французской кампании, Битве за Британию. 
Весной 1941 года подразделения эскадры участвовали в Югославской операции, действуя с румынских аэродромов. 
С началом операции «Барбаросса» летом 1941 года, эскадра в полном составе действовала в составе 1-го Воздушного флота, оперировавшим совместно с группой армии «Север» (при этом являлась единственной истребительной эскадрой, действовавшей на данном стратегическом направлении); базировалась на аэродромах Красногвардейск и Сиверский. Основные части эскадры оставались на этом фронте до самого окончания войны, до мая 1945 года сражаясь в Курляндии.
В составе эскадры служил один из самых результативных воздушных асов Вальтер Новотны.
В 1942 году подразделения эскадры перебрасывались в зону действий группы армий «Центр». Летом 1943 года частично участвовала в сражении на Курской дуге. Примерно в это же время группа III./JG54 и эскадрилия 4./JG54 были переброшены во Францию, а после сражений в Нормандии были включены в ПВО Рейха, войдя в состав эскадры JG26.

## Эмблема
Название эскадры и её эмблема «Зелёное Сердце» — связаны с Тюрингией, родиной командира эскадры Ханнеса Траутлофта. Данный регион, из-за его расположения в центре страны и обилия лесов часто называют «зелёное сердце Германии». Впервые эта эмблема появилась на истребителе He-51, тогда ещё лейтенанта Траутлофта, в Испании в 1937 году. Став командиром эскадры, Траутлофт сделал её официальной эмблемой.

## Состав эскадры

### Geschwaderkommodoren (командиры эскадры)
| командующий                       | период                           | примечания                                                                  |
| --------------------------------- | -------------------------------- | --------------------------------------------------------------------------- |
| майор Мартин Меттиг               | 1 февраля 1940 — 25 августа 1940 |                                                                             |
| оберст-лейтенант Ханнес Траутлофт | 25 августа 1940 — 5 июля 1943    | назначен Инспектором (командующим) истребительной авиации Восточного фронта |
| майор Хубертус фон Бонин          | 6 июля 1943 — 15 декабря 1943    | погиб                                                                       |
| оберст-лейтенант Антон Мадер      | 28 января 1944 — сентябрь 1944   |                                                                             |
| оберст Дитрих Храбак              | 1 октября 1944 — 8 мая 1945      |                                                                             |

### Gruppenkommandeure I./JG54 (командиры группы I./JG54)
| командующий                            | период                                 | примечания                    |
| -------------------------------------- | -------------------------------------- | ----------------------------- |
| майор Рудольф Штолтенхофф              | 1 — 15 мая 1939 года                   | В 1942 году командир NJG4     |
| майор Ганс-Юрген фон Крамон-Траубадель | 13 сентября — 31 декабря 1939 года     | назначен командиром JG53      |
| гауптман Хубертус фон Бонин            | 1 января 1940 — 1 июля 1941 года       | назначен начальником JFS4     |
| гауптман Эрих фон Зелле                | 2 июля — 20 декабря 1941 года          | позже назначен командиром JG1 |
| гауптман Франц Эккерле                 | 20 декабря 1941 — 14 февраля 1942 года | погиб                         |
| гауптман Ганс Филипп                   | 17 февраля 1942 — 1 апреля 1943 года   | назначен командиром JG1       |
| майор Рейнхард Зейлер                  | 15 апреля — 6 июля 1943 года           | ранен                         |
| майор Герхард Хомут                    | 1 — 3 августа 1943 года                | погиб                         |
| обер-лейтенант Ханс Гёц                | 4 августа 1943 года                    | погиб                         |
| гауптман Вальтер Новотны               | 10 августа 1943 — 4 февраля 1944 года  |                               |
| гауптман Хорст Адемайт                 | 4 февраля — 8 августа 1944 года        | пропал без вести (погиб)      |
| гауптман Франц Эйзенах                 | 9 августа 1944 — 8 мая 1945 года       |                               |

биография Франца Эйзенаха

### Gruppenkommandeure II./JG54 (командиры группы II./JG54)
| командующий                 | период                            | примечания                 |
| --------------------------- | --------------------------------- | -------------------------- |
| обер-лейтенант Рихард Краут | 4 июля 1940 — 10 июля 1940        |                            |
| гауптман Винтерер           | 11 июля 1940 — 14 августа 1940    |                            |
| гауптман Дитрих Храбак      | 26 августа 1940 — 27 октября 1942 | назначен командиром JG52   |
| майор Ханс Хан              | 19 ноября 1942 — 21 февраля 1943  | попал в плен               |
| гауптман Генрих Юнг         | 21 февраля 1943 — 30 июля 1943    | погиб                      |
| гауптман Эрих Рудорфер      | 1 августа 1943 — февраль 1945     | назначен командиром I./JG7 |
| гауптман Герберт Финдейзен  | февраль 1945 — май 45             |                            |

### Gruppenkommandeure III./JG54 (командиры группы III./JG54)
| командующий                             | период                                | примечания                                            |
| --------------------------------------- | ------------------------------------- | ----------------------------------------------------- |
| гауптман Фриц Ульч                      | 6 июня — 5 сентября 1940 года         | погиб                                                 |
| и. о. обер-лейтенант Гюнтер Шольц       | 6 сентября — 4 ноября 1940 года       |                                                       |
| гауптман Арнольд Лигнитц                | 4 ноября 1940 — 30 сентября 1941 года | погиб                                                 |
| гауптман Рейнхард Зейлер                | 1 октября 1941 — 15 апреля 1943 года  | назначен командиром I./JG54                           |
| гауптман Зигфрид Шнелль                 | май 1943 — 1 февраля 1944 года        | назначен командиром IV./JG54                          |
| и. о. обер-лейтенант Рудольф Патцак     | февраль 1944 года                     | командир 8./JG54, погиб                               |
| и. о. гауптман Рудольф Клемм            | февраль — март 1944 года              | командир 7./JG54                                      |
| гауптман Рудольф Зиннер                 | март — 10 марта 1944 года             | ранен                                                 |
| майор Вернер Шроер                      | 14 марта — 20 июля 1944 года          | переведён в школу истребителей в качестве инструктора |
| гауптман Роберт Вейс                    | 21 июля — 29 декабря 1944 года        | погиб                                                 |
| и. о. обер-лейтенант Ганс Дортенман     | январь 1945 года                      | командир 12./JG54                                     |
| и. о. обер-лейтенант Вильгельм Хайльман | январь 1945 года                      | командир 9./JG54                                      |
| майор Рудольф Клемм                     | февраль — 17 апреля 1945 года         |                                                       |

### Gruppenkommandeure IV./JG54 (командиры группы IV./JG54)
| командующий                   | период                             | примечания                         |
| ----------------------------- | ---------------------------------- | ---------------------------------- |
| гауптман Эрих Рудорффер       | июль — 30 июля 1943 года           | назначен командиром II./JG54       |
| гауптман Рудольф Зиннер       | 30 июля 1943 — февраль 1944 года   | назначен командиром III./JG54      |
| гауптман Зигфрид Шнелль       | 11 — 25 февраля 1944 года          | погиб                              |
| и. о. гауптман Герхард Коалл  | март — май 1944 года               | назначен командиром группы в JG101 |
| майор Вольфганг Шпете         | май — 30 сентября 1944 года        |                                    |
| гауптман Рудольф Клемм        | 1 октября 1944 — февраль 1945 года | назначен командиром III./JG54      |
| гауптман Фриц-Карл Шлоссштайн | март — апрель 1945 года            |                                    |

## Кавалеры Рыцарского креста награждённые в JG 54
| дата             | звание           | имя                    | часть     |     | кол-во  | примечания    |
| ---------------- | ---------------- | ---------------------- | --------- | --- | ------- | ------------- |
| 21 октября 1940  | гауптманн        | Дитрих Храбак          | III./JG54 | РК  | 16      |               |
| 22 октября 1940  | обер-лейтенант   | Ганс Филипп            | 4./JG54   | РК  | 20      |               |
| 5 ноября 1940    | обер-лейтенант   | Арнольд Лигнитц        | III./JG54 | РК  | 19      |               |
| 7 марта 1941     | обер-лейтенант   | Ганс-Эккехард Боб      | 9./JG54   | РК  | 19      |               |
| 27 июля 1941     | майор            | Ханнес Траутлофт       | JG54      | РК  | 20      |               |
| 6 августа 1941   | обер-лейтенант   | Хуберт Мютерих         | 5./JG54   | РК  | 35      |               |
| 6 августа 1941   | лейтенант        | Йозеф Пёс              | 5./JG54   | РК  | 28      |               |
| 24 августа 1941  | обер-лейтенант   | Ганс Филипп            | 4./JG54   | ДРК | 62      |               |
| 4 сентября 1941  | лейтенант        | Макс-Гельмут Остерманн | 7./JG54   | РК  | 28      |               |
| 18 сентября 1941 | гауптманн        | Франц Экерле           | 6./JG54   | РК  | 30      |               |
| 5 октября 1941   | обер-лейтенант   | Вольфганг Шпёте        | 5./JG54   | РК  | 45      |               |
| 20 декабря 1941  | гауптманн        | Рейнхард Зейлер        | III./JG54 | РК  | 42      |               |
| 4 февраля 1942   | обер-фельдфебель | Карл Кемпф             | III./JG54 | РК  | 41      |               |
| 10 марта 1942    | лейтенант        | Макс-Гельмут Остерманн | 7./JG54   | ДРК | 62      |               |
| 12 марта 1942    | гауптманн        | Ганс Филипп            | I./JG54   | МРК | 82      |               |
| 12 марта 1942    | гауптманн        | Франц Экерле           | I./JG54   | ДРК | 59      | посмертно     |
| 23 апреля 1942   | обер-лейтенант   | Вольфганг Шпёте        | 5./JG54   | ДРК | 72      |               |
| 9 мая 1942       | лейтенант        | Ганс Бейссвенгер       | 6./JG54   | РК  | 47      |               |
| 9 мая 1942       | лейтенант        | Хорст Ханниг           | 6./JG54   | РК  | 48      |               |
| 17 мая 1942      | обер-лейтенант   | Макс-Гельмут Остерманн | 8./JG54   | МРК | 100     |               |
| 16 июня 1942     | обер-фельдфебель | Макс Штотц             | II./JG54  | РК  | 53      |               |
| 21 августа 1942  | гауптманн        | Йоахим Вандель         | 5./JG54   | РК  | 64      |               |
| 4 сентября 1942  | лейтенант        | Вальтер Новотны        | 3./JG54   | РК  | 56      |               |
| 19 сентября 1942 | гауптманн        | Карл Саттиг            | 6./JG54   | РК  | 53      | посмертно     |
| 30 сентября 1942 | лейтенант        | Ганс Бейссвенгер       | 6./JG54   | ДРК | 100     |               |
| 10 октября 1942  | обер-фельдфебель | Вильгельм Шиллинг      | 9./JG54   | РК  | 46      |               |
| 30 октября 1942  | обер-фельдфебель | Макс Штотц             | II./JG54  | ДРК | 100     |               |
| 3 ноября 1942    | фельдфебель      | Петер Зиглер           | 3./JG54   | РК  | 48      | посмертно     |
| 25 ноября 1942   | лейтенант        | Ганс-Йоахим Хейер      | 8./JG54   | РК  | 53      | посмертно     |
| 23 декабря 1942  | обер-лейтенант   | Ганс Гётц              | 2./JG54   | РК  | 48      |               |
| 22 января 1943   | обер-фельдфебель | Ойген-Людвиг Цвейгарт  | 5./JG54   | РК  | 54      |               |
| 24 января 1943   | лейтенант        | Фридрих Рупп           | 7./JG54   | РК  | 50      |               |
| 14 марта 1943    | обер-фельдфебель | Герберт Брённле        | 4./JG54   | РК  | 57      |               |
| 14 марта 1943    | обер-лейтенант   | Гюнтер Финк            | 8./JG54   | РК  | 46      |               |
| 16 апреля 1943   | лейтенант        | Хорст Адемайт          | 6./JG 54  | РК  | 53      |               |
| 4 сентября 1943  | обер-лейтенант   | Вальтер Новотны        | I./JG54   | ДРК | 189     |               |
| 22 сентября 1943 | обер-лейтенант   | Вальтер Новотны        | I./JG54   | МРК | 218     |               |
| 19 октября 1943  | гауптманн        | Вальтер Новотны        | I./JG54   | БРК | 250     |               |
| 29 октября 1943  | обер-фельдфебель | Отто Киттель           | 2./JG54   | РК  | 123     |               |
| 12 ноября 1943   | гауптманн        | Генрих Юнг             | II./JG54  | РК  | 68      | посмертно     |
| 22 ноября 1943   | лейтенант        | Эмиль Ланг             | 5./JG54   | РК  | 119     |               |
| 22 ноября 1943   | обер-фельдфебель | Альбин Вольф           | 6./JG54   | РК  | 117     |               |
| 5 декабря 1943   | лейтенант        | Гюнтер Шеель           | 2./JG54   | РК  | 71      | посмертно     |
| 5 декабря 1943   | обер-фельдфебель | Генрих Штерр           | 6./JG54   | РК  | 86      |               |
| 5 февраля 1944   | лейтенант        | Герхард Лоос           | III./JG54 | РК  | 85      |               |
| 2 марта 1944     | гауптманн        | Рейнхард Зейлер        | I./JG54   | ДРК | 100     | после ранения |
| 2 марта 1944     | гауптманн        | Хорст Адемайт          | I./JG54   | ДРК | ок 120  |               |
| 26 марта 1944    | лейтенант        | Антон Дёбеле           | 1./JG54   | РК  | 94      | посмертно     |
| 26 марта 1944    | обер-фельдфебель | Вильгельм Филипп       | 3./JG54   | РК  | 61      |               |
| 26 марта 1944    | обер-лейтенант   | Роберт Вейсс           | 3./JG54   | РК  | 70      |               |
| 28 марта 1944    | обер-фельдфебель | Фриц Тегтмейер         |           | РК  | 99      |               |
| 11 апреля 1944   | майор            | Эрих Рудорфер          | II./JG54  | ДРК | 130     |               |
| 11 апреля 1944   | обер-лейтенант   | Эмиль Ланг             | 9./JG54   | ДРК | 144     |               |
| 14 апреля 1944   | обер-фельдфебель | Отто Киттель           | 3./JG54   | ДРК | 152     |               |
| 27 апреля 1944   | обер-лейтенант   | Альбин Вольф           | 6./JG54   | ДРК | 144     | посмертно     |
| 19 августа 1944  | обер-лейтенант   | Альфред Тоймер         |           | РК  | 76      |               |
| 29 сентября 1944 | обер-фельдфебель | Пауль Брандт           | 16./JG54  | РК  | 30      |               |
| 30 сентября 1944 | лейтенант        | Гейнц Вернике          | 1./JG54   | РК  | 112     |               |
| 6 октября 1944   | лейтенант        | Гельмут Гролльмус      | 4./JG54   | РК  | 75      | посмертно     |
| 10 октября 1944  | гауптманн        | Франц Эйзенах          | I./JG54   | РК  | 117     |               |
| 10 октября 1944  | обер-фельдфебель | Гельмут Мисснер        |           | РК  | 82      | посмертно     |
| 1 ноября 1944    | фельдфебель      | Ульрих Вернитц         | 3./JG54   | РК  | 82      |               |
| 18 ноября 1944   | гауптманн        | Рудольф Клемм          | IV./JG54  | РК  | 40      |               |
| 25 ноября 1944   | обер-лейтенант   | Отто Киттель           | 3./JG54   | МРК | ок. 230 |               |
| 6 декабря 1944   | лейтенант        | Герхард Тибен          | 7./JG54   | РК  | 116     |               |
| 6 декабря 1944   | лейтенант        | Ульрих Вёнерт          |           | РК  | 86      |               |
| 25 января 1945   | майор            | Эрих Рудорфер          | II./JG54  | МРК | 210     |               |
| 28 января 1945   | лейтенант        | Рейнхольд Хоффманн     | 9./JG54   | РК  | 66      | посмертно     |
| 19 февраля 1945  | лейтенант        | Герман Шлейнеге        | 8./JG54   | РК  | ок. 90  |               |
| 12 марта 1945    | лейтенант        | Хуго Брох              | 8./JG54   | РК  | 79      |               |
| 12 марта 1945    | гауптманн        | Роберт Вейсс           | III./JG54 | ДРК | 123     | посмертно     |
| 8 апреля 1945    | лейтенант        | Герхард Тибен          | 7./JG54   | ДРК | ок. 150 |               |
| 17 апреля 1945   | лейтенант        | Ганс-Йоахим Крошински  | 3./JG54   | РК  | 76      |               |

Легенда:
- дата — дата награждения
- звание — звание награждаемого
- имя — имя награждаемого
- часть — подразделение, где служил
- кол-во — количество побед на момент награждения
- РК — рыцарский крест
- ДРК — рыцарский крест с дубовыми листьями
- МРК — рыцарский крест с дубовыми листьями и мечами
- БРК — рыцарский крест с дубовыми листьями, мечами и бриллиантами

### Победы JG54
Всего за годы Второй мировой войны пилоты JG 54 одержали 9451 победу, из них:
- Stab JG 54 — 165
- I./JG54 — 3564
- II./JG54 — 3621
- III./JG54 — 1500
- IV./JG54 — 550
- Erg./JG54 — 51

### Потери личного состава JG54
| потери JG 54 за 1941 год составили ? лётчиков (к 22.07.41 37 лётчиков из 112 человек списочного состава были убиты или числились пропавшими без вести). |
| потери JG 54 за 1942 год составили 93 лётчика. |
| потери JG 54 за 1943 год составили 112 лётчиков. |
| потери JG 54 за 1944 год составили 109 лётчиков. |
| потери JG 54 за 1945 год составили ? лётчиков. |
| Всего за время войны в JG54 погибло 416 лётчиков. Из 112 лётчиков, начинавших войну, до конца войны дожило только 4 человека.                           |

### Потери самолётного парка JG54
Общие боевые потери: 831 самолёт
Общие эксплуатационные потери: 669 самолётов
Потери на советско-германском фронте составили 1117 самолётов (из них 1019 безвозвратно и 98 ремонт)
Потери на остальных фронтах составили 563 самолёта (из них 481 безвозвратно и 82 ремонт)
Итого общие потери JG-54 с марта 1942 г. по декабрь 1944 г. включительно составили 1680 самолётов (из них 1500 безвозвратно и 180 ремонт)
Потери самолётного парка JG54 по данным BA-MA RL 2 III / 874—882